# Muromachiperiode
De Muromachiperiode (室町時代, Muromachi jidai, ook bekend als de Ashikagaperiode) is een tijdsperiode uit de geschiedenis van Japan. De periode duurde van 1336 tot 1573 en loopt daarmee parallel aan de regeerperiode van het Ashikaga-shogunaat. Ze is genoemd naar Muromachi, een district van Kioto waar het shogunaat destijds zijn hoofdkwartier had.
De periode telt zelf nog twee subperiodes. De jaren van 1336 tot 1392 staan bekend als de Nanboku-cho-periode ofwel de periode van de noordelijke en zuidelijke hoven. De jaren vanaf 1467 staan bekend als de Sengokuperiode, ofwel de periode van de oorlogvoerende staten.

## Achtergrond
Na de mislukte poging van keizer Go-Daigo om via de Kenmu-restauratie de keizerlijke macht in Japan te herstellen, richtte Ashikaga Takauji in 1336 het Ashikaga-shogunaat op met hemzelf als eerste shogun. De keizer kon ontkomen aan gevangenschap door dit shogunaat, en vestigde zich in Nara. Het shogunaat had zijn hoofdkwartier in Muromachi.
Het Ashikaga-shogunaat ging nog verder dan het vorige Kamakura-shogunaat in het overnemen van de macht. Het Kamakura-shogunaat had naast het keizerlijke hof bestaan, maar het Ashikaga-shogunaat absorbeerde de laatste resten van de keizerlijke overheid om zo totale controle te krijgen. Desondanks was het shogunaat minder machtig dan zijn voorganger, en kreeg het te kampen met veel burgeroorlogen.
Het keizerlijk hof was een tijd verdeeld in twee takken; het noordelijke hof en het zuidelijke hof. In 1392 slaagde Ashikaga Yoshimitsu erin deze te verenigen. Het noordelijke hof behield de macht over de troon. Het shogunaat kreeg al snel concurrentie van lokale daimyo en andere leiders met hun eigen legers. Ook nam de invloed van het shogunaat over de troonopvolging van de keizers af. Ten slotte kreeg het shogunaat op den duur ook binnen de eigen gelederen problemen, wat leidde tot de Onin-oorlog (1467–1477). Deze oorlog legde Kioto grotendeels in puin en betekende het einde van het nationale bewind van het shogunaat. Dit opende de weg voor lokale leiders om een greep naar de macht te doen. Een periode vol oorlogen was het gevolg. In 1573 viel het shogunaat.

## Economie en cultuur

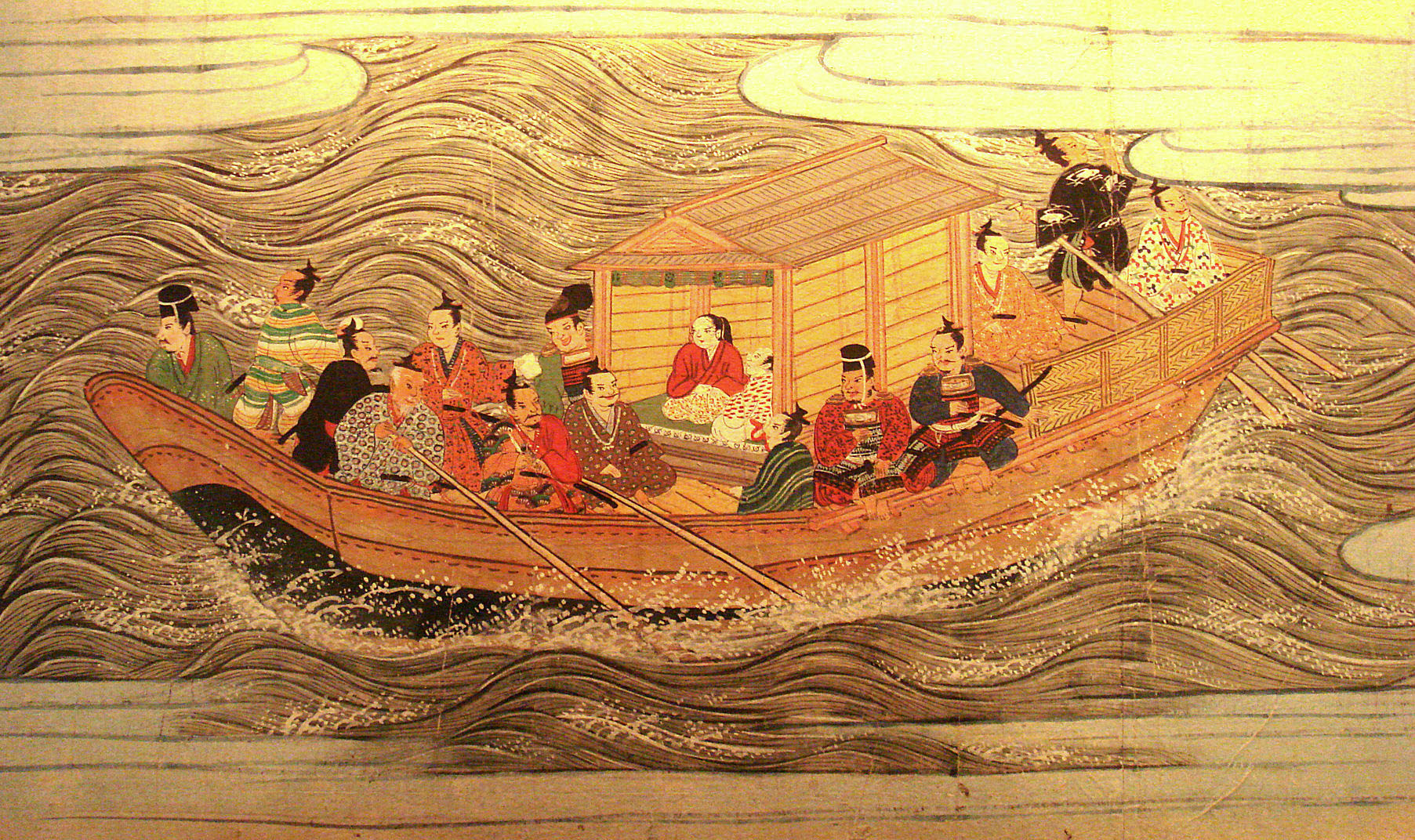
Een schip uit de Muromachiperiode (1538)

Tijdens de Muromachiperiode nam het contact met de Ming-dynastie in China toe, vooral omdat de Chinezen Japanse hulp nodig hadden bij het bestrijden van piraterij rond de kustwateren. Deze piraten waren vaak van Japanse komaf, en stonden bekend als wokou. Japan begon tevens een ruilhandel met China. Zo werden Japanse zwaarden, kopererts, waaiers, hout en zwavel geruild tegen Chinese zijde, porselein, boeken en munten.
Tijdens de Muromachiperiode bloeide ook een nieuwe cultuur op, die zich tot in alle lagen van de bevolking verspreidde. Zen speelde hierbinnen een belangrijke rol. Het geloof verspreidde onder andere artistieke invloeden uit de Song-dynastie, Yuan-dynastie en Ming-dynastie in Japan. No-spel, komedie, dichtkunst, theeceremonie, tuinieren en bloemschikken beleefden allemaal hun hoogtepunt tijdens de periode.
De Muromachiperiode betekende tevens een heropleving van de interesse in het shintoïsme.

## Contact met de westerse wereld

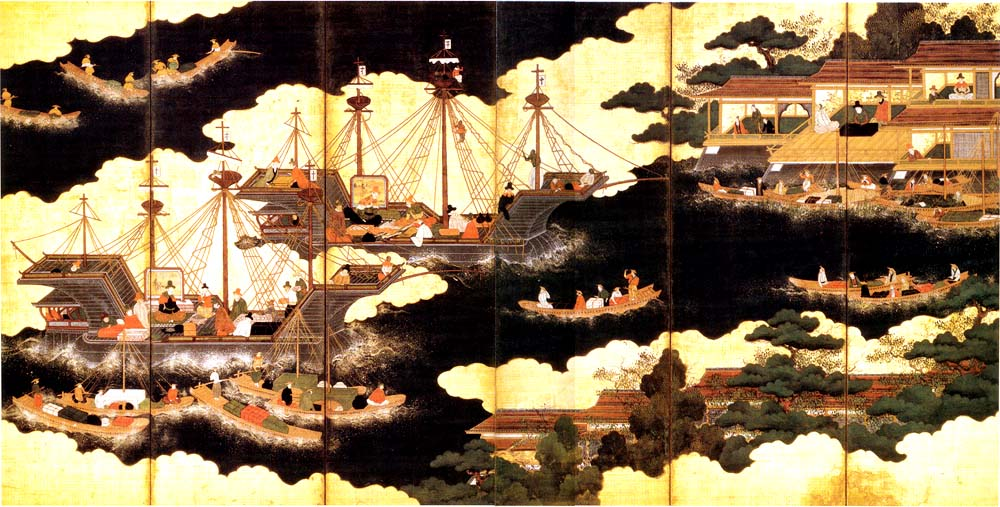
Nanban-schepen arriveren in Japan

Tegen het einde van de Muromachiperiode, kwamen de eerste Europeanen naar Japan. Eerst arriveerden de Portugezen in 1543. Binnen twee jaar maakten zij van Japan een vast punt op hun handelsroutes. Deze periode wordt ook wel de Nanban-handelsperiode genoemd. De Japanners probeerden de westerse cultuur te doorgronden om ideeën op te doen voor hun eigen economie. Onder andere vuurwapens, glaswerk, tabak, klokken en andere westerse uitvindingen werden in Japan geruild voor goud en zilver. Deze handel verschafte de daimyo mogelijkheden om hun macht te vergroten. De introductie van vuurwapens leidde echter tot grotere en zwaardere veldslagen tussen de verschillende clans en heerlijkheden.
De Europeanen brachten ook het christendom met zich mee naar Japan. In 1549 arriveerden enkele jezuïeten onder leiding van Franciscus Xaverius in Kyushu. Zij maakten enkele bekeerlingen, waaronder daimyo die betere handelsvoorwaarden wilden en enkele boeren. In 1560 werd Kioto een belangrijke uitvalsbasis voor christelijke missionarissen. In 1568 werd de haven van Nagasaki door een christelijke daimyo opgericht.

## Oorlogen
Beginnend met de Onin-oorlog, raakte Japan in de late Muromachiperiode verstrikt in een periode van grote oorlogen tussen de verschillende clans. Boeren kwamen in opstand tegen hun daimyo en de daimyo probeerden onderling een sterkere machtspositie te verkrijgen. Deze periode staat bekend als de Sengokuperiode. De meeste oorlogen uit deze periode waren maar kort, maar hun gevolgen waren vaak groot. Zo lieten de daimyo forten en andere verdedigingswerken bouwen. Rond 1500 was vrijwel het hele land in een burgeroorlog verwikkeld.

## Gebeurtenissen
- 1336 - Ashikaga Takauji verovert Kioto en dwingt keizer Go-Daigo om te vertrekken.
- 1338 - Ashikaga Takauji verklaart zichzelf tot shogun.
- 1392 - Het zuidelijke hof geeft zich over aan de shogun. Het keizerrijk is niet langer in twee hoven verdeeld.
- 1397 - Kinkaku-ji wordt gebouwd door Ashikaga Yoshimitsu.
- 1450 - Ryoan-ji wordt gebouwd door Hosokawa Katsumoto.
- 1467 - De Onin-oorlog versplintert Japan in vele kleine fracties geleid door daimyo.
- 1489 - Ginkaku-ji wordt gebouwd door Ashikaga Yoshimasa
- 1543 - De Portugezen introduceren vuurwapens in Japan. Japan maakt voor het eerst kennis met de Europese wereld.
- 1546 - Hojo Ujiyasu wordt de heerser over de regio Kanto.
- 1549 - De missionaris Franciscus Xaverius arriveert in Japan.
- 1555 - Mori Motonari wordt heerser over de regio Chugoku
- 1560 - Slag om Okehazama
- 1568 - De daimyō Oda Nobunaga arriveert in Kyoto en eindigt de burgeroorlog.
- 1570 - Edo wordt een aartsbisdom.
- 1570 - Slag om Anegawa
- 1573 - De daimyō Oda Nobunaga neemt de macht over van de Muromachi bakufu.
- 1573 - Slag bij Mikatagahara
- 1573 - Slag bij Nagashino